# Calcutta Settlement No. 2
Calcutta Settlement No. 2 es una localidad de Trinidad y Tobago, que forma parte de la región de Couva-Tabaquite-Talparo.

## Geografía
La localidad abarca parte de la isla Trinidad y limita al norte con Mc Bean, al sur y oeste con Couva Central y al este con Freeport.

## Demografía
Datos demográficos de la localidad de Calcutta Settlement No. 2:
| Gráfica de evolución demográfica de Calcutta Settlement No. 2 entre 2000 y 2011 |
|                                                                                 |